# The Alarm
The Alarm är ett rockband från Rhyl i Wales som startade sin karriär i vågorna av punken -77.
Bandets medlemmar var starkt påverkade av Ramones och Sex Pistols som de sett live i London. The Alarm var det tredje bandet som medlemmarna hade tillsammans. De första bandet var The Toilets, vilket 1980 omformades till Seventeen och turnerade med Stray Cats samma år.

## Karriär
Bandet började sin karriär i Rhyl, Wales, men flyttade snart till London när de insåg att det var svårt att få någon större utgivning av sin musik. Gruppen spelade in singeln "Unsafe Building" / "Up for Murder" och tryckte 2 000 kopior som gavs ut på White Cross-labeln. Vid en av gruppens spelningar dök en av medlemmarna från U2 upp, vilket så småningom ledde till att the Alarm fick spela förband åt U2 på en spelning i England för att sedan följa med U2 på turné i USA.
Vid den här tiden spelade man med tre akustiska gitarrer och trummor men när I.R.S skrev kontrakt med bandet så ville man att bandet skulle bestämma sig för en traditionell uppsättning. Där och då beslutades att Mike skulle sjunga, Eddie spela bas och att Dave skulle lira gitarr.
De var förband åt U2, hade både Neil Young och Bob Dylan som gästartister på sina spelningar och dessutom spelade de tillsammans med Queen och Status Quo inför ett fullsatt Wembley Stadium 1986.

## Brytning
30 juni 1991 spelade man på Brixton Academy och stämningen i bandet var allt annat än bra.
Gitarristen, Dave Sharp, ville skriva fler sånger och även ta över en del av sången och inrikta sig mer på bluesbaserad rockmusik. Mike Peters motsatte sig detta.
Efter kvällens sista låt, Blaze of Glory så tackar Mike för sig. Han säger: 
| ” | — We've shared some great moments in time over the last ten years and tonight I would like to thank all the people who have supported me from the beginning to the end. Tonight this is my last moment with the Alarm, I'm going out in a Blaze of Glory - my hands are held up high | „ |

och sen lämnar han scenen och sina bandkollegor. Publiken fortsätter att skandera refrängen: ”…going out in a Blaze of Glory…”. De andra medlemmarna var besvikna och chockade och brytningen var total.

## Efter brytningen
Mike Peters släppte tre stycken soloalbum mellan 1994 och 1998: Breathe, Feel Free och Rise. 
Dave Sharp släppte ett soloalbum (Hard Travellin) och flyttade senare till New Orleans där han spelade i liten skala, mestadels på pubar.
Nigel Twist flög till San Francisco dagen efter uppbrottet och har sedan dess jobbat som utredare åt en advokatbyrå.
Eddie MacDonald sadlade om och blev fotograf med inriktning på att plåta nya band som skulle skicka foton till skivbolag.

## Alarm 2000
Kring 1999 hade Mike Peters börjat turnera med vad som senare kom att kallas "Alarm 2000". Bandet består då, förutom Mike Peters, av:
- Craig Adams (ex Sisters of Mercy, The Mission, The Cult) – basgitarr
- James Stevenson (Chelsea, Generation X, Gene Loves Jezebel, The Cult) – gitarr
- Steve Grantley (Stiff Little Fingers) – trummor

## Återförening
The Alarms originalmedlemmar återförenades för en konsert 2004, som anordnades av VH1 för en programserie som heter "Bands Reunited".

## 2000- och 2010-talen
The Alarm med den nya uppsättningen släppte sitt första album, In the Poppyfields 2004.
Sommaren 2005 skrev The Alarm låtar till det kommande albumet, Under Attack, som inspirerades av händelserna i samband med bombningarna i Londons tunnelbana. Albumet släpptes i februari 2006 och singeln "Superchannel" gick in på första plats på officiella brittiska rock-singellistan.
Mitt i inspelningen av albumet fick Mike Peters reda på att han för andra gången i sitt liv blivit diagnosticerad för cancer, den här gången leukemi. Han bildar i samband med detta en organisation mot cancer Love Hope Strength Foundation.
En av låtarna på albumet, Without a Fight, är direkt kopplad till Mike Peters cancer.
7/7/2007 ger bandet ut den första av 7 EP:n under namnet The Counter Attack collective som skickas ut som en prenumeration 1 gång per månad och det fullbordades med ett album The Counter Attack i januari 2008, i samband med "The Gathering ".
2008 släppte man albumet Guerilla Tactics som är mixad av Gilby Clarke.
I april 2010 kom den nya uppsättningens fjärde album, Direct Action.
Maj 2011 gav man sig ut på en turné i England, The Sound and The Fury 30th Anniversary UK Tour. I juni 2011 släpptes albumet "The Sound and the Fury - 30 th Edition", där bandet gjorde nyinspelningar av gamla låtar.
Mike Peters har även sjungit i Big Country, som ersättare för Stuart Adamson som avled 2001.

## Medlemmar

### Nuvarande medlemmar[2]
- Mike Peters (född 5 februari 1959) – sång, gitarr, munspel
- James Stevenson – gitarr, basgitarr
- Mark Taylor – keyboard, gitarr
- Jules Jones Peters – keyboard
- Steve "Smiley" Barnard – trummor

### Tidigare medlemmar
- Eddie MacDonald (född 1 november 1959) – basgitarr
- Nigel Twist (född 18 juli 1958) – trummor
- Dave Sharp (född David Kitchingman 28 januari 1959) – gitarr, bakgrundssång
- Steve Grantley – trummor
- Craig Adams – basgitarr

Dave Sharp och Nigel Twist är uppvuxna i England och bägges familjer flyttade till Wales när de var i tonåren. 
Mike Peters och Eddie MacDonald är födda och uppvuxna i Wales och kamrater sen barnsben.

## Diskografi

### Studioalbum[3]
- 1984 – Declaration
- 1985 – Strength
- 1987 – Eye of the Hurricane
- 1989 – Change
- 1989 – Newid
- 1991 – Raw
- 2004 – In the Poppy Fields
- 2006 – Under Attack
- 2008 – Guerilla Tactics
- 2010 – Direct Action
- 2017 – Blood Red
- 2017 – Viral Black
- 2018 – Equals
- 2019 – Sigma
- 2021 - WAЯ